# Corthylomantis baldersoni
Corthylomantis baldersoni är en bönsyrseart som beskrevs av Milledge 1997. Corthylomantis baldersoni ingår i släktet Corthylomantis och familjen Mantidae. Inga underarter finns listade i Catalogue of Life.